# Parafia św. Józefa Oblubieńca w Żarach
Parafia Świętego Józefa Oblubieńca w Żarach – jedna z pięciu parafii rzymskokatolickich w mieście Żary, należąca do dekanatu Żary diecezji zielonogórsko-gorzowskiej, metropolii szczecińsko-kamieńskiej w Polsce, erygowana 25 marca 1994.